# マックス・トラップ
ヘルマン・エミール・アルフレート・マックス・トラップ（Hermann Emil Alfred Max Trapp, 1887年11月1日 – 1971年5月31日）は、ドイツの作曲家・音楽教師。1930年代にはベルリン文化界の重鎮のひとりであり、なかでもナチスが睨みを利かせた場面に招聘され、定期的に演奏会のプログラムやコンクールに寄与した。

## 生涯
ベルリン出身。ベルリン高等音楽学校（現・ベルリン芸術大学）に通い、パウル・ユオンとエルンスト・フォン・ドホナーニに師事。学業を了えてからは、定職が見つからないままピアニストとして巡業した。しかしながら1920年にはベルリン音楽院の講師の職を得、1926年には教授に昇進した。最も著名な門弟に、ヨゼフ・ヴァレーや諸井三郎、ギュンター・ラファエルがいる。
1926年から1930年にかけてドルトムント音楽院に出講して作曲のマスタークラスを主宰する。1936年には、「創作者たちへの声明 (Appell an die Schaffenden）を通じてナチズム運動に参加する。1934年にベルリン音楽院を辞職し、ベルリン芸術アカデミー（現・ベルリン芸術大学）作曲科のマスタークラスを主宰した。ここで1936年から1939年までソフィー＝カルメン・エックハルト＝グラマッテを指導した。1940年に国家作曲賞を受賞。1950年から1953年までベルリン国立音楽院の教員を務めた。
83歳でベルリンにて永眠。

## 作品
リヒャルト・シュトラウスやマックス・レーガーに大きく影響された管弦楽曲や室内楽・ピアノ曲を創作したほか、7つの交響曲や合唱曲、劇付随音楽も手懸けた。1940年代は広く演奏されたが、その後は演奏されることは稀である。ウィレム・メンゲルベルクが1940年に指揮し、ワルター・ギーゼキングがピアノを弾いた《ピアノ協奏曲》（1931年）のライブ録音がCD化されており、1954年にハンス・クナッパーツブッシュが指揮した《管弦楽のための協奏曲 第3番》のライブ録音は日本でCD化されている。